# Orquesta Sinfónica de Singapur

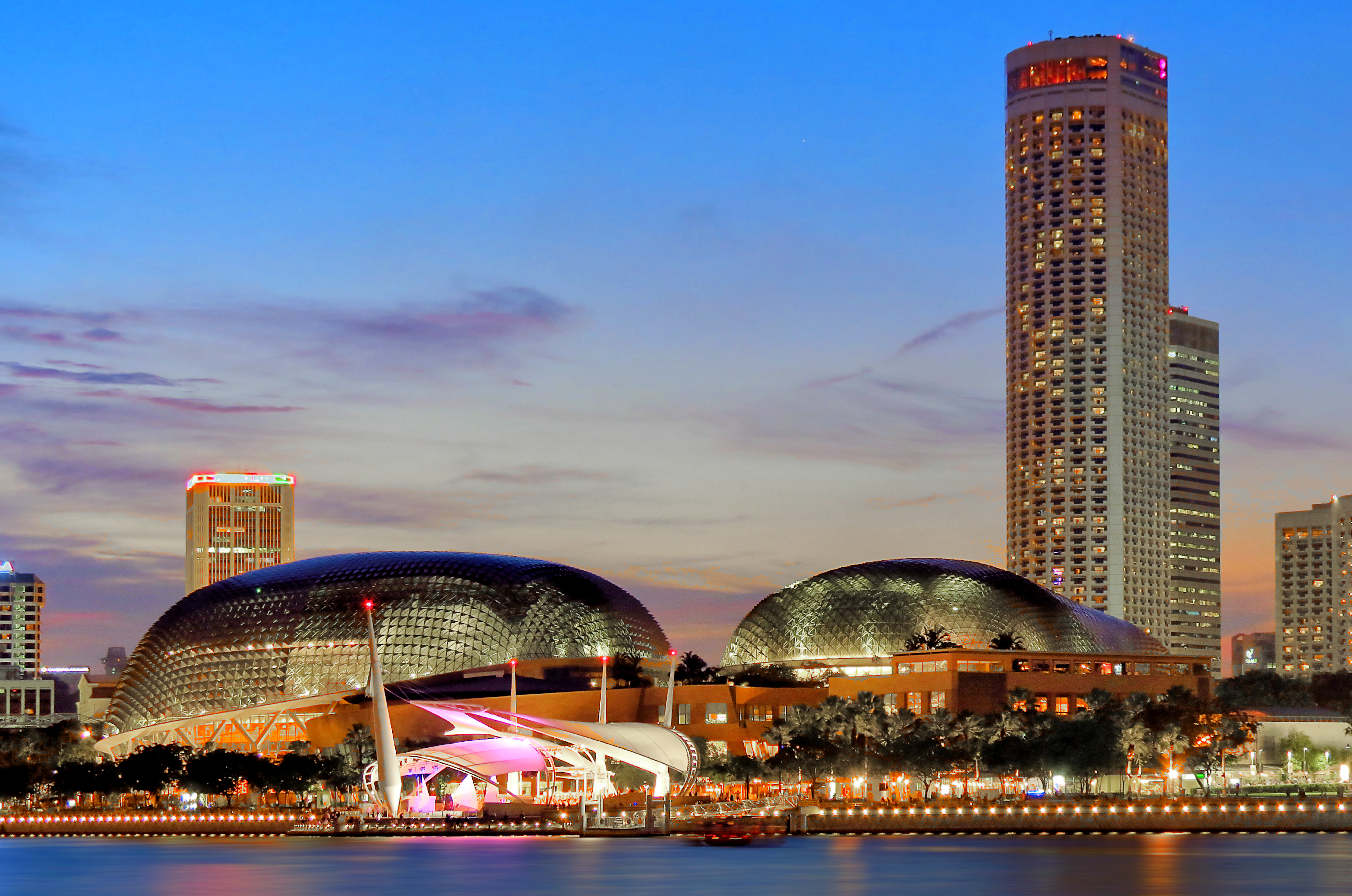
Sede de la Orquesta en la Esplanada

La Orquesta Sinfónica de Singapur (Orkestra Simfoni Singapura en malayo y Singapore Symphony Orchestra en inglés)  es una orquesta sinfónica profesional compuesta por noventa y seis miembros. Su sede está situada en la Esplanada - Teatros en la Bahía, Singapur. Aparte de conciertos nacionales, también han realizado giras internacionales por Asia, Europa y Estados Unidos.
Fue formada en 1979 por quien fuera vice primer ministro Goh Keng Swee junto con el director Choo Hoey.
La asociación musical ha grabado sus obras bajo el sello discográfico BIS Records.

## Historia
Durante la época colonial y la posterior independencia, ya había numerosas orquestas en el país, una de ellas, fundada en 1945 por el escocés Erik Chisholm, tenía el mismo nombre. Algunos integrantes fueron miembros del Ejército Británico. Aunque dicha agrupación fue breve, organizaron cincuenta conciertos y dieron a conocer a notorios músicos como el violinista Szymon Goldberg. Tras la disolución las demás orquestas estuvieron formadas en su mayoría por músicos amateurs hasta 1979.
En 1973 el primer ministro de Defensa Goh Keng Swee lamentó en la ceremonia de apertura de los Jardines Japoneses de Jurong la falta de una orquesta singapureña. En un principio se propuso una orquesta nacional, pero fue descartada a causa de que el plan no contaba con músicos nativos. En 1977 se formó la Filarmónica bajo la dirección de Yoshinao Osawa. dos años después se formaría la Orquesta Sinfónica debido al gran interés. Goh Keng Swee se hizo cargo de los acuerdos para la creación de dicha agrupación musical, la cual siguió adelante con fondos públicos en pro de la cultura singapurense.
Una vez instituido su primer director fue Cho Hoey. En aquel entonces la orquesta estaba compuesta por cuarentaiún miembros de los cuales catorce eran de nacionalidad singapurense. El primer concierto tuvo lugar el 24 de enero en el Salón de Conferencias. El programa inaugural abrió con la Obertura de El Barbero de Sevilla de Gioachino Rossini, Concierto para piano de Ludwig van Beethoven y la Danza tribal Yao. to the Chinese orchestral piece Dance of the Yao People.
Un año después se formaría el coro sinfónico. En su primer concierto interpretaron Un réquiem alemán de Johannes Brahms en inglés. Aquel mismo año la Orquesta se trasladaría al Teatro Victoria y en 2003 a la Esplanada. Las puertas de la nueva sede se abrieron con la Sinfonía n.º 9 de Beethoven.

## Conciertos y repertorio

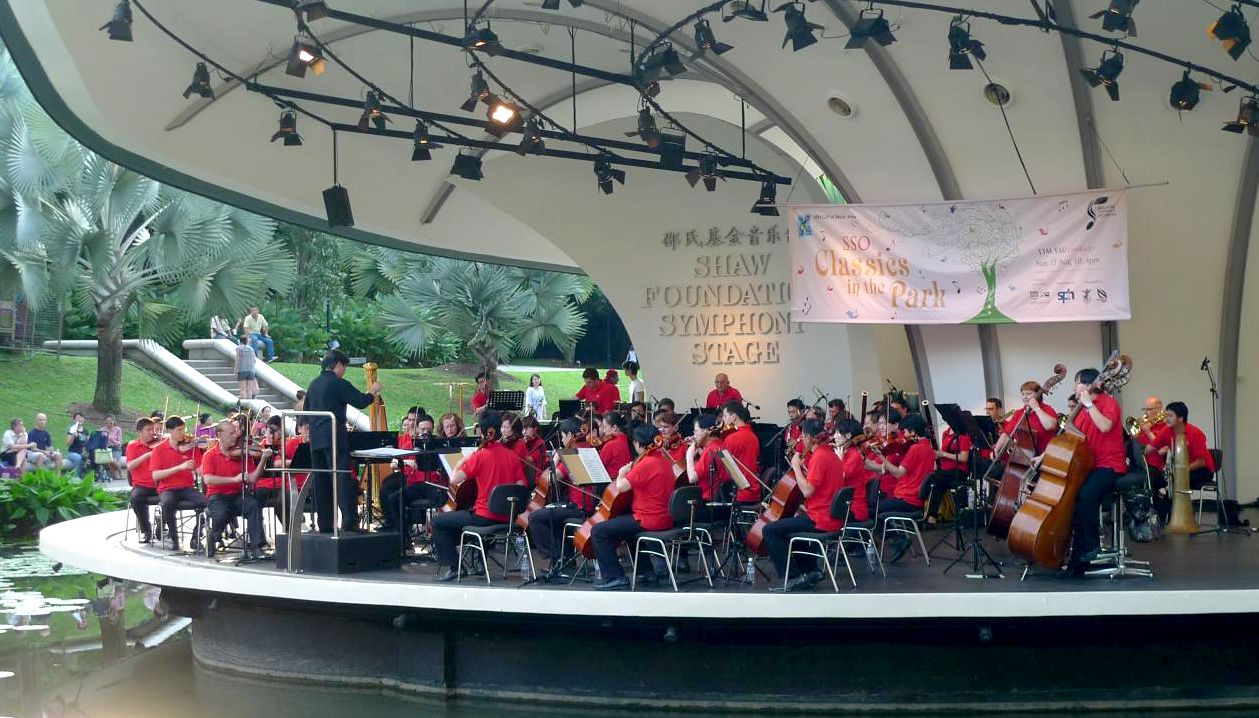
Orquesta Sinfónica de Singapur, en el parque del Jardín Botánico de Singapur

A lo largo de los años la Orquesta ha interpretado en sus conciertos un amplio repertorio que se extiende desde la música clásica occidental hasta la barroca y contemporánea
Los conciertos suelen tener lugar en la Esplanada-Teatros de la Bahía, aunque también se han celebrado otros en la Sala Victoria y otros recintos. En ocasiones tocan en lugares públicos como el jardín botánico y los Jardines de la Bahía.